# Schluck und Jau
Schluck und Jau ist eine 1899 geschriebene Komödie des deutschen Nobelpreisträgers für Literatur Gerhart Hauptmann.

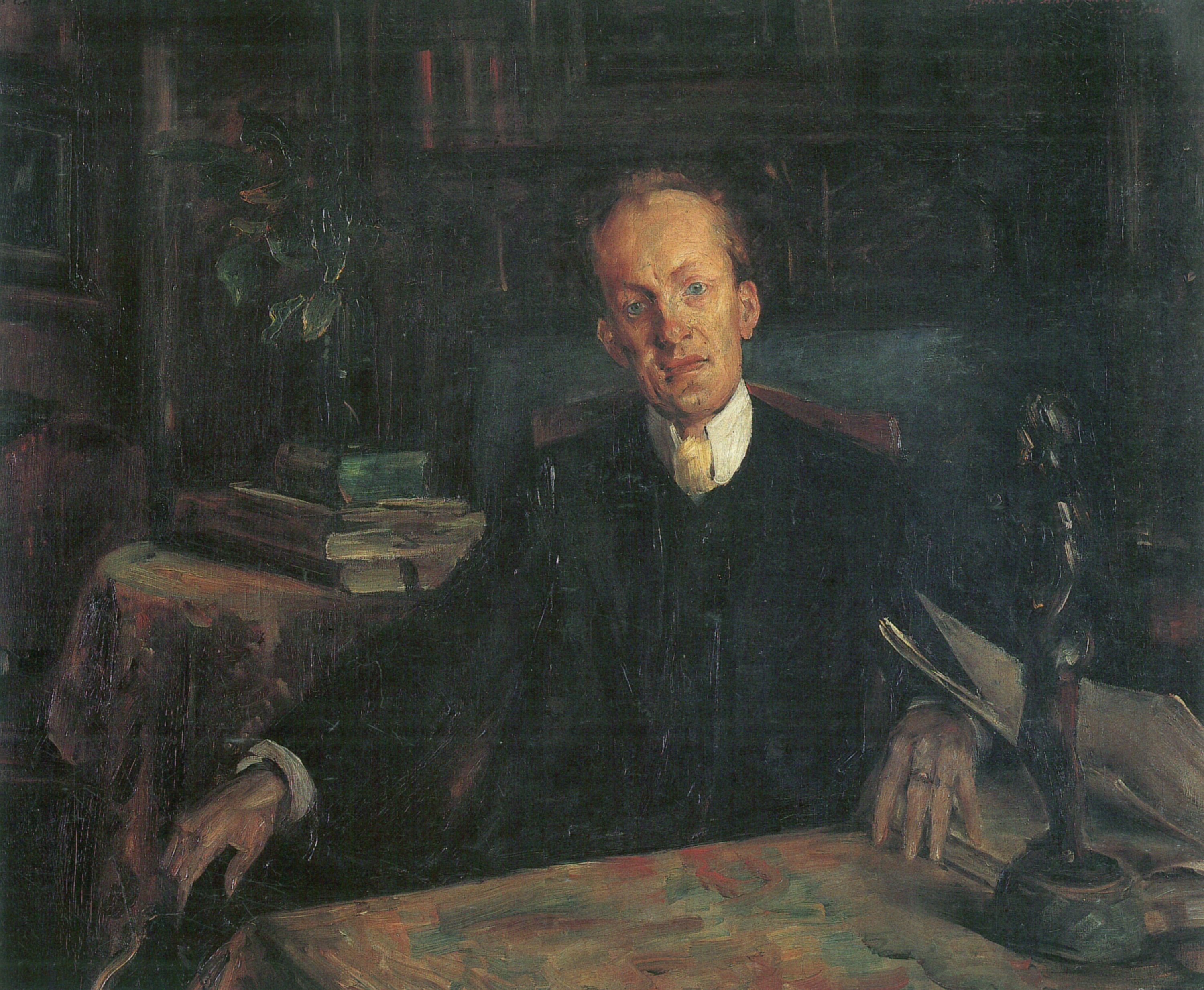
Gerhart Hauptmann auf einem Gemälde von Lovis Corinth anno 1900

## Entstehung
Obwohl die Handlung teilweise an Der Widerspenstigen Zähmung erinnert und obwohl sich Gerhart Hauptmann offenbar von Shakespeare hat inspirieren lassen, sind die Namen Schluck und Jau nicht aus dem Namen des betrunkenen Kesselflickers Schlau komponiert. Hauptmann habe sie Anfang August 1897 von Fischern auf Hiddensee aufgeschnappt. Den Dialekt der beiden Titelhelden habe er von zwei Salzbrunner Vagabunden übernommen. Der Einfluss von Ludvig Holbergs Stück Jeppe vom Berge oder Der verwandelte Bauer (1722) sei erkennbar. Das Werk entstand in der zweiten Jahreshälfte 1899.

## Inhalt
Fürst Jon Rand reitet mit Gefolge in sein Jagdschloss ein. Er lässt die beiden vor dem Schlosstor herumlungernden Landstreicher Schluck und Jau aufgreifen. Schluck ist lediglich angetrunken, doch Jau ist sternhagelvoll. Des Fürsten Seneschall, der Junker Karl, überredet seinen Herrn zu einem Mummenschanz. Den beiden Bettlern soll vorgegaukelt werden, sie seien Fürst und Fürstin.
So spielt Jon Rand den Leibarzt des alkoholkranken Jau. Frau Adeluz, die Witwe des Försters, kennt die beiden müßigen Streuner von früher. Nun Kammerfrau von Prinzessin Sidselill, der Geliebten des Fürsten, wird Frau Adeluz ebenfalls zum Mitspiel genötigt. Es scheint, als ob Schluck, ein gelernter Schneider, der auch Scherenschnitte fabrizieren kann, das Rüpelspiel durchschaut. Er wird von der Kammerfrau überredet, in dem Maskenscherz die Fürstin an der Seite des Fürsten Jau zu spielen. Jau, der im Gegensatz zu Schluck nur sporadisch zu erkennen gibt, dass er das Possenspiel durchschaut, schlüpft so sehr in seine Herrscherrolle, dass Jon Rand das Spiel abbrechen muss. Dieser Zeitpunkt ist erreicht, als einer der Diener über die Maßen mitspielt. Dieser Diener will nur noch Jau gehorchen. Jon Rand fühlt sich entthront. Hanswurst regiert. Der Höfling Karl schlägt sofort in die Kerbe seines Herrn; herrscht Schluck an: „Bettelpack, wie kommst du hier herein?“ Schluck, der wie gesagt weiß, wie der Hase bei Hofe läuft, konstatiert, nun werde er nicht mehr gebraucht. Jau, der weiter herrschen möchte, wird von Jon Rand mit einem Schlaftrunk aus dem Rennen genommen. Schluck wird vom Fürsten mit Geld abgespeist. Gerhart Hauptmann bietet dem Zuschauer ein versöhnlerisches Ende: Jon Rand hat reden hören, Jau sei trotz aller Faulheit klug. Also will er ihm ein Stück Land zum Roden schenken. Jau will nicht begreifen, was mit ihm geschah. Karl hilft ihm besänftigend: „Gib dich zufrieden, Mann! Du hast geträumt.“

## Erstaufführung
Schluck und Jau wurde am 3. Februar 1900 unter Emil Lessing im Deutschen Theater Berlin uraufgeführt. Der Premiere, die mit Hanns Fischer als Schluck, Rudolf Rittner als Jau, Else Heims als Sidselill und Else Lehmann als Frau Adeluz besetzt war, verlief erfolglos. Otto Brahm setzte das Scherzspiel nach dreizehn Aufführungen vom Spielplan ab. Erst die Inszenierung Max Reinhardts am 18. März 1915 an derselben Bühne mit Max Pallenberg als Schluck und Hans Waßmann als Jau erreichte in den Kriegsjahren 1915 und 1916 über vierzig Aufführungen.

## Weitere Premieren
- 1915: Mit Else Eckersberg als Sidselill
- 1928: Regie: Gustav Hartung[8]
- 7. Mai 1931: Staatsschauspiel Dresden, Musik: Arthur Chitz. Mit Erich Ponto als Schluck.[9][A 1]
- 6. November 1936: Volksbühne Berlin[10]
- 6. Januar 1960: Württembergisches Staatstheater Stuttgart, Regie: Wolfgang Kieling, Musik: Hellmuth Löffler[11]
- 1973: Freilichtspiele Bad Bentheim
- 1983: Theater Bonn
- 1984: Volksbühne Berlin, Regie: Siegfried Höchst und Gert Hof mit Ursula Karusseit als Frau Adeluz und Hans Teuscher als Karl
- 1985: Kammerspiele Bad Godesberg, Regie: Rudolf Noelte[12]
- 1985: Freie Volksbühne Berlin[13]
- 1986: Vorarlberger Landestheater Bregenz
- 1992: Uljanowsk Drama Theater, Regie: Yuri Kopylov

## Adaptionen

### Bühnenmusik
- 1900 UA: Max Marschalk
- 1928: Leoš Janáček,  UA postum am 13. September 1979 in Prag
- 1986 Bregenz: Paul Hertel

### Verfilmung
- Als zur Zeit des Nationalsozialismus Erich Ebermayer die Frage der Verfilmbarkeit aufwarf, soll Goebbels anno 1937 verneint haben mit: „Sie [Schluck und Jau] gehören ins KZ, aber nicht auf die Filmleinwand.“[14]
- Zum 100. Geburtstag des Autors: 10. Juni 1962: WDR-Fernsehen. Regie: Peter Beauvais mit Ernst Ronnecker, Lukas Ammann und Herbert Stass.[15]
- 1962: DFF
- 1985: TV-Spielfilm von  Rudolf Noelte
- 1989: TV-Spielfilm von  Siegfried Höchst und Margot Thyret[16]

### Hörspiel
- 27. Juni 1926: Nordische Rundfunk AG. Regie: Hermann Beyer. Mit Hans Freundt als Schluck, Walter Schneider als Jau, Edith Scholz als Frau Adeluz, Stella Hay als Sidselill, Karl Pündter als Jon Rand und Ferdinand Krantz als Karl.

## Rezeption
- 1952: Mayer meint, Hauptmann habe sich teilweise ziemlich an Holberg angelehnt. Bei Mayer stellt sich nach dem „gütigen Abschluß“ Unbehagen ein; mit anderen Worten, Hauptmann habe seine beiden Helden – anders als bei Shakespeare und Holberg – nicht schlüssig in den historischen Kontext Feudalismus eingebettet.[17]
- 1995: Leppmann schreibt, Max Pallenberg und in den 1930er Jahren Heinrich George und Eugen Klöpfer hätten mit ihrer Komik dem Stück doch noch zum Durchbruch verholfen.[18]
- 1998: Marx gibt noch einen Grund für den Abbruch der Posse durch Jon Rand an. Der Fürst bemerkt wohl, die „vitale Präsenz“ von Schluck und Jau erotisiert Sidsellil. Hauptmann bleibe mit seinem Fürsten Jon Rand durchaus nicht bei Shakespeares Lord und Holbergs Baron stehen. Sidsellil, seine Geliebte, stehe für die Dekadenz des Fin de Siècle.[19]
- 2004: Sprengel hingegen tut das Stück als „Shakespeare-Variation“ ab.[20]
- 2012: Sprengel schreibt, Oscar Blumenthal habe Gerhart Hauptmann „Shakespeare-Imitation“ vorgeworfen. Nach Paul Schlenther wäre die Uraufführung erfolgreich geworden, wenn die beiden Titelfiguren „mit ganz echten Komikern besetzt“ worden wären.[21] Nach Alfred Kerr habe der Autor zur Uraufführung ein unfertiges Werk vorgelegt.[22]

### Buchausgaben
Erstausgabe:
- Schluck und Jau. S. Fischer, Berlin 1900[23]

Verwendete Ausgabe:
- Schluck und Jau. Komödie. S. 289–393 in Gerhart Hauptmann: Ausgewählte Dramen in vier Bänden. Bd. 2. 465 Seiten. Aufbau-Verlag, Berlin 1952

### Sekundärliteratur
- Gerhart Hauptmann: Ausgewählte Dramen in vier Bänden. Bd. 1. Mit einer Einführung in das dramatische Werk Gerhart Hauptmanns von Hans Mayer. 692 Seiten. Aufbau-Verlag, Berlin 1952
- Wolfgang Leppmann: Gerhart Hauptmann. Eine Biographie. Ullstein, Berlin 1996 (Ullstein-Buch 35608), 415 Seiten, ISBN 3-548-35608-7 (identischer Text mit ISBN 3-549-05469-6, Propyläen, Berlin 1995, untertitelt mit Die Biographie)
- Friedhelm Marx: Gerhart Hauptmann. Reclam, Stuttgart 1998 (RUB 17608, Reihe Literaturstudium). 403 Seiten, ISBN 3-15-017608-5
- Peter Sprengel: Geschichte der deutschsprachigen Literatur 1900–1918. Von der Jahrhundertwende bis zum Ende des Ersten Weltkriegs. C.H. Beck, München 2004, ISBN 3-406-52178-9.
- Peter Sprengel: Gerhart Hauptmann. Bürgerlichkeit und großer Traum. Eine Biographie. 848 Seiten. C.H. Beck, München 2012 (1. Aufl.), ISBN 978-3-406-64045-2